# Mary Lynn Rajskub
Mary Lynn Rajskub, född 22 juni 1971 i Detroit, Michigan, är en amerikansk skådespelare som bland annat spelat rollen som Chloe O'Brian i TV-serien 24.

## Filmografi i urval
| År        | Titel                        | Info                                             | Roll                            |
| --------- | ---------------------------- | ------------------------------------------------ | ------------------------------- |
| 1996      | Sanningen om katter & hundar |                                                  | Kvinnlig telefonpratare i radio |
| 2000      | Dude, Where's My Car?        |                                                  | Zelmina                         |
| 2001      | Storytelling                 |                                                  | Melinda                         |
| 2002      | Punch-Drunk Love             |                                                  | Elizabeth                       |
| 2002      | Sweet Home Alabama           |                                                  | Dorothea                        |
| 2003-2009 | 24                           | TV-serie                                         |                                 |
| 2003      | Legally Blonde 2             |                                                  | Reena Gulani                    |
| 2004      | Helter Skelter               | TV-film                                          |                                 |
| 2004      | Mysterious Skin              |                                                  | Avalyn Friesen                  |
| 2006      | Firewall                     |                                                  | Janet Stone                     |
| 2006      | Grilled                      |                                                  |                                 |
| 2007      | Simpsons                     | avsnitt 24 Minutes, gäströst i animerad TV-serie |                                 |
| 2009      | Julie & Julia                |                                                  | Sarah                           |
| 2015-2016 | Brooklyn Nine-Nine           | TV-serie                                         | Genevieve Mirren-Carter         |